# Telebasis gigantea
Telebasis gigantea là một loài chuồn chuồn kim trong họ Coenagrionidae.
Telebasis gigantea được miêu tả khoa học năm 2002 bởi Daigle.